# گزینش داده‌ها
Data Curation یک اصطلاح گسترده است برای نشان دادن فرایندها و فعالیت‌های مرتبط با سازماندهی و تجمیع داده‌های جمع‌آوری شده از منابع مختلف و حاشیه‌نویسی این داده‌ها، و انتشار و نمایش این داده‌ها به طوریکه ارزش این داده‌ها حفظ شود و داده‌ها برای استفاده مجدد حفظ و نگهداری شوند. Data curation تمام فرایندهای ضروری برای خلق، نگهداری و مدیریت دادهای کنترل شده و ضابطه مند همراه با محلی برای اضافه نموده ارزش داده‌ها را در خود جای می‌دهد. از نظر علمی، data curation ممکن است به فرایند استخراج اطلاعات مهم از متن‌های علمی، از قبیل مقالات پژوهشی متخصصین به منظور تبدیل به قالب‌های (format) الکترونیکی اشاره داشته باشد برای نمونه ثبت اطلاعات پایگاه دادهای بیولوژیکی.